# A Raisin in the Sun (2008)
A Raisin in the Sun ist ein US-amerikanisches Filmdrama von Kenny Leon aus dem Jahr 2008. Der Fernsehfilm ist eine Filmadaption des Theaterstücks A Raisin in the Sun von Lorraine Hansberry aus dem Jahr 1959.

## Handlung
Der Afroamerikaner Walter Lee Younger lebt im Jahr 1959 zusammen mit seiner Frau Ruth, Sohn Travis, Mutter Lena und Schwester Beneatha in einer baufälligen Wohnung im Schwarzenviertel Chicagos. Lenas Mann ist verstorben und dessen Lebensversicherung wird 10.000 $ ausbezahlen. Der Scheck soll am nächsten Tag eintreffen.
Dieses Ereignis wirft seine Schatten voraus. Jedes Familienmitglied möchte seinen Lebenstraum erfüllen. Die flatterhafte Beneatha möchte Medizin studieren, Walter Lee plant mit zwei Bekannten die Eröffnung eines Schnapsladens, seine Frau Ruth möchte eigentlich nur eine harmonische Ehe führen. Ihr Mann befindet sich in einer Lebenskrise, vom Beruf als Chauffeur eines reichen Weißen hat er genug, er möchte selbst etwas erreichen und aus der Armut ausbrechen. Dies führt jedoch immer mehr zu einer enormen Ehekrise. Nachdem der Scheck eintrifft, will Lena auf jeden Fall das Medizinstudium ihrer Tochter unterstützen. Von Walter Lees Plänen eines Schnapsladens hält sie überhaupt nichts. Derweil will Ruth eine Schwangerschaft abbrechen, von der noch niemand weiß. Wegen des Geldes kommt es zunehmend zu großen Spannungen innerhalb der Familie. Walter Lee spricht zunehmend dem Alkohol zu.
Als Lena allen mitteilt, dass sie dem kleinen Travis ein Haus im Weißenviertel Clybourne Park gekauft hat, gerät die Welt der Youngers aus den Fugen. Ruth ist überglücklich, weil sie vor allem an die Familie denkt. Für Walter Lee hingegen bricht eine Welt zusammen, ertränkt sich in Alkohol und entfernt sich immer mehr von seiner Familie. Nach einer durchzechten Nacht redet Lena ihrem Sohn ins Gewissen. Sie eröffnet ihm, dass noch 6.500 $ übrig sind, davon soll er 3.000 $ für Beneathas Medizinstudium anlegen und den Rest hat er zur freien Verfügung. Wie verwandelt und mit neuem Lebensmut findet er zurück zu seiner Familie, investiert jedoch die gesamten 6.500 $ in den geplanten Schnapsladen. Die gesamte Familie besichtigt das gekaufte Haus, wo sie Besuch des weißen Bürgervertreters Carl Lindner erhalten, der ihnen mitteilt, dass sie unerwünscht sind und ein Rückkaufsangebot unterbreiten will. Erbost lehnen die Youngers dieses ab.
Mitten in die Umzugsvorbereitungen platzt Walter Lees Freund Bobo, der ihm beichtet, dass sie beim Schnapsladenvorhaben betrogen wurden und die gesamten Investitionen verloren sind. Walter Lee teilt das seiner Familie mit, vor allem seine Mutter Lena ist schockiert, da sie ihrem Sohn vertraut hat. Für Walter Lee bleibt nur noch eine Lösung, er bestellt Carl Lindner zu sich nach Hause. Mit dem Verkauf des Hauses wäre zumindest ein Teil der Versicherungssumme wieder zurück.
Wider Erwarten teilt Walter Lee jedoch diesem vor der gesamten Familie mit, dass sie definitiv einziehen werden, da die Familie Younger genauso ein Recht darauf hat wie jeder andere auch. Alle sind glücklich, vor allem Lena weiß nun, dass ihr Sohn endgültig zum Mann geworden ist. Der eigene Stolz und die eigene Identität sind mehr wert als Geld.

## Kritik
„Nach den Leinwandadaptionen mit Sidney Poitier (1961) und Danny Glover (1989) erneute (Fernseh-)Verfilmung des gleichnamigen Bühnenstücks, mit dem Lorraine Hansberry (1959) als erste schwarze Autorin einen Broadway-Erfolg feierte. Eine realitätsnahe Inszenierung mit überzeugenden Darstellern.“

„Das erste von einer schwarzen Autorin verfasste Broadway-Stück wurde bereits 1961 von Daniel Petrie mit Sidney Poitier und 1989 von Bill Duke mit Danny Glover verfilmt, bevor nun der vom Theater stammende Kenny Leon die afroamerikanische Familiensaga ein weiteres mal fürs TV bearbeitete und keinem geringeren als Skandalrapper Sean ‚Diddy‘ Combs die Hauptrolle übertrug. Weitgehend kitschfreier, zum Teil recht grimmiger sozialer Realismus mit Message, Stil und hervorragender Darstellerleistungen. Freunde des kritischen Dramas sind hier richtig.“